# Cornwall Nationals
Cornwall Nationals byl profesionální kanadský klub ledního hokeje, který sídlil v Cornwallu v provincii Ontario. V letech 2016–2018 působil v profesionální soutěži Federal Hockey League. Nationals ve své poslední sezóně v FHL skončily v základní části. Své domácí zápasy odehrával v hale Cornwall Civic Complex s kapacitou 5 000 diváků. Klubové barvy byly černá, červená, bílá a zlatá.

## Přehled ligové účasti
Zdroj: 
- 2016–2018: Federal Hockey League